# Províncies i territoris del Canadà

Mapa de la divisió política del Canadà.

El Canadà és una federació de Nord-amèrica integrada per deu províncies i tres territoris que conformen el segon Estat més gran del món en superfície. La diferència principal entre una província i un territori canadenc és que la província rep els poders de govern directament de la corona, per mitjà de l'Acta de la Constitució de 1867, la qual cosa li atorga més competències i drets que no pas a un territori, el poders del qual l'han estat delegats pel govern federal.
En l'actualitat les províncies del Canadà són Alberta, la Colúmbia Britànica, Manitoba, Nova Brunswick, Terranova i Labrador, Nova Escòcia, Ontario, l'Illa del Príncep Eduard, Quebec i Saskatchewan. Els tres territoris són els Territoris del Nord-oest, Nunavut i el Yukon.
La Companyia de la Badia de Hudson tenia el control de grans porcions de terra de l'oest del Canadà fins al 1870 data en què entregaria aquestes terres al govern del Canadà i que conformarien els Territoris del Nord-oest. L'1 de setembre, 1905, la porció dels Territoris del Nord-oest que es trobava al sud del paral·lel 60° es va convertir en les províncies d'Alberta i Saskatchewan. El 1912 les fronteres del Quebec, Ontario i Manitoba es van estendre cap al nord: Manitoba es va estendre fins al paral·lel 60°; Ontario cap a la Badia de Hudson i Quebec es va annexar el Districte d'Ungava.
El 1869 Terranova va decidir en un referèndum romandre com a territori britànic i no pas com a part del Domini del Canadà, ja que temien que les polítiques del Canadà central dominarien les polítiques de Terranova quant als impostos i altres afers econòmics. El 1907 Terranova i Labrador van adquirir l'estatus de Domini. No obstant això, el 1933, el govern de Terranova va caure i durant la Segona Guerra Mundial, el Canadà va prendre la responsabilitat de defendre Terranova. Després de la guerra, l'estatus de Terranova va ser qüestionat, i per una petita majoria, els ciutadans de Terranova i Labrador van votar per unir-se a la confederació canadenca el 1948 en un referèndum. El 31 de març, 1949, es va convertir en la desena i última província a unir-se a la confederació.
El últim canvi a l'organització territorial del Canadà va ocórrer el 1 de abril de 1999, quan el govern federal va dividir els Territoris del Nord-oest. La secció oriental va convertir-se en el nou territori de Nunavut, com a territori Inuit.

## Govern
Les províncies gaudeixen de gran autonomia en relació amb el poder federal, i tenen la jurisdicció sobre la majoria dels serveis públic de sanitat, educació, benestar i de la transportació intraprovincial. Reben "pagaments de transferència" del govern federal per finançar aquests serveis, i també tenen la capacitat de cobrar llurs propis impostos. El govern federal, amb poders superiors quant al cobrament d'impostos condiciona aquests pagaments de transferència i influencia les províncies; per exemple, com a condició per rebre fons per finançar el serveis de sanitat les províncies s'han de comprometre a oferir-ne l'accés universal.
Els cossos legislatius de les províncies són unicamerals. Anteriorment, algunes províncies tenien una segona cambra, coneguda com a consell legislatiu, però aquestes van ser abolides; l'última en ser abolida seria la de Quebec el 1968. A la majoria de les províncies el cos legislatiu s'anomena Assemblea Legislativa, llevat de les províncies de Nova Escòcia i Terranova i Labrador on s'anomena Casa d'Assemblea, i al Quebec, on es coneix com a Assemblea Nacional. El cap de govern de cada província és el premier, el líder del partit amb majoria. El representant de la reina a cada província és el Tinent-Governador; i als territoris és el Comissionat.

## Províncies del Canadà
| Província                | Abreviació (Codi ISO) | Capital          | Entrada a la confederació | Població (2005) | Àrea (km²) | Àrea (km²) | Àrea (km²) |
| Província                | Abreviació (Codi ISO) | Capital          | Entrada a la confederació | Població (2005) | Terra      | Aigua      | Total      |
| ------------------------ | --------------------- | ---------------- | ------------------------- | --------------- | ---------- | ---------- | ---------- |
| Ontario ¹                | ON                    | Toronto          | 1 de juliol de 1867       | 12.541.400      | 917.741    | 158.654    | 1.076.395  |
| Quebec ¹                 | QC                    | Ciutat de Quebec | 1 de juliol de 1867       | 7.598.100       | 1.356.128  | 185.928    | 1.542.056  |
| Nova Escòcia²            | NS                    | Halifax          | 1 de juliol de 1867       | 937.900         | 53.338     | 1.946      | 55.284     |
| Nova Brunswick ²         | NB                    | Fredericton      | 1 de juliol de 1867       | 752.000         | 71.450     | 1.458      | 72.908     |
| Manitoba ³               | MB                    | Winnipeg         | 15 de juliol de 1870      | 1.177.600       | 553.556    | 94.241     | 647.797    |
| Colúmbia Britànica²      | BC                    | Victòria         | 20 de juliol de 1871      | 4.254.500       | 925.186    | 19.549     | 944.735    |
| Illa del Príncep Eduard² | PE                    | Charlottetown    | 1 de juliol de 1873       | 138.100         | 5.660      | —          | 5.660      |
| Saskatchewan 4           | SK                    | Regina           | 1 de setembre de 1905     | 994.100         | 591.670    | 59.366     | 651.036    |
| Alberta 4                | AB                    | Edmonton         | 1 de setembre de 1905     | 3.256.800       | 642.317    | 19.531     | 661.848    |
| Terranova i Labrador²    | NL                    | St. John's       | 31 de març de 1949        | 516.000         | 373.872    | 31.340     | 405.212    |

Notes:
1. Just abans de la formació de la confederació Ontario i Quebec formaven la Província del Canadà
2. Nova Escòcia, Nova Brunswick, la Colúmbia Britànica i l'Illa del Príncep Eduard eren colònies separades quan es van unir a la confederació. Abans de la seva entrada Terranova era un Domini de la Comunitat Britànica.
3. Manitoba es va conformar al mateix temps que els Territoris del Nord-oest.
4. Saskatchewan i Alberta foren creades a partir del Territori del Nord-oest.

## Els territoris del Canadà
En l'actualitat són tres els territoris del Canadà. A diferència de les províncies els territoris del Canadà no tenen cap jurisdicció inherent i només gaudeixen dels poders que els són delegats pel govern federal. No obstant, la tendència és cap a una autonomia i un sistema de govern més similar als de les províncies. Cada territori té, com les províncies, la seva assemblea legislativa unicameral i un premier. Els Territoris del Nord-oest i Nunavut utilitzen un sistema de govern consensual sense partits polítics, basant-se en els costums autòctons, mentre l'assemblea del Yukon té partits polítics analògics als de les províncies. El cap d'Estat de cada territori és un comissionat, representant del govern federal i no de la sobirana directament.
Els territoris abasten la porció del Canadà al nord de la latitud 60° N i a l'oest de la Badia de Hudson, així com gairebé totes les illes al nord del Canadà continental (des de la Badia de James cap a les illes de l'Àrtic). La següent taula presenta els territoris en ordre de precedència.
| Territori                | Abreviació (Codi ISO) | Capital     | Entrada a la confederació | Població (2004) | Àrea (km²) | Àrea (km²) | Àrea (km²) |
| Territori                | Abreviació (Codi ISO) | Capital     | Entrada a la confederació | Població (2004) | Terra      | Aigua      | Total      |
| ------------------------ | --------------------- | ----------- | ------------------------- | --------------- | ---------- | ---------- | ---------- |
| Territoris del Nord-oest | NT                    | Yellowknife | 15 de juliol, 1870        | 42.800          | 1.183.085  | 163.021    | 1.346.106  |
| Yukon                    | YT                    | Whitehorse  | 13 de juny, 1898          | 31.200          | 474.391    | 8.052      | 482.443    |
| Nunavut                  | NU                    | Iqaluit     | 1 d'abril, 1999           | 28.300          | 1.936.113  | 157.077    | 2.093.190  |

El Canadà no va adquirir nou territori per crear el Yukon, Alberta, Saskatchewan o Nunavut. Aquests van formar-se a partir dels Territoris del Nord-oest. Manitoba i el Territori del Nord-oest es van crear el 1870 de la Terra de Rupert i el Territori Nord-occidental. Aleshores, la regió del Territori del Nord-oest abastava tot el nord i l'oest del Canadà, incloent-hi dos terceres parts de l'Ontario i Quebec, llevat de les Illes Àrtiques, la Colúmbia Britànica i una porció petita del sud de Manitoba. El 1999, Nunavut es va separar dels Territoris del Nord-oest. La població del Nunavut és 85% inuit, mentre que la població dels Territoris del Nord-oest és 10% inuit, 40% amerindis (anomenats "primeres nacions" o "primers pobles") i métis (mestissos) i el 50% no és aborigen. Tots tres territoris són la regió menys poblada del Canadà amb 100.000 persones
Cadascun dels territoris elegeix un membre del Parlament. A diferència dels territoris dels Estats Units (com ara les Illes Verges nord-americanes), els territoris canadencs elegeixen un representant amb les mateixes prerrogatives que els altres de la Cambra dels Comuns. Els residents dels territoris canadencs són ciutadans amb tots els drets que els ciutadans de les províncies. Cada territori també compta amb un senador.